# Leeds (Maine)
Leeds város az Amerikai Egyesült Államok Maine államában, Androscoggin megyében. Lakosainak száma 2262 fő (2020. április 1.).

## Népesség
A település népességének változása:

| 2010 | 2 326 |
| 2020 | 2 262 |